# Дарк-психоделик-транс
Дарк-психоделик-транс или дарк-пситранс (англ. dark psytrance), также известный как тёмный псай (англ. dark psy) и др. — наиболее быстрое и искажённое ответвление психоделик-транса, с ускоренным бит-ритмом (145—180 ударов в минуту) и поэтому характеризуемое как «тёмное».
Поджанр возник в России и Германии в середине 1990-х годов. В дальнейшем стиль распространился по всему остальному миру.

## Характеристики
В дарк-трансе чаще всего не используется вокал, а атмосфера трека создаётся с помощью характерной для psy-trance бас-линии и сложнейших ритмических рисунков в партиях синтезаторов. В современном дарке широко используется множество музыкальных приёмов, например сэмплирование, полиритмия или даже синкопирование. Часто также вставляются фрагменты из других музыкальных жанров, вставляются различные звуки и фразы из фильмов ужасов, фильмов научной фантастики или из любых других источников.
Дарк, как и любой зрелый музыкальный стиль, заметно изменился со времён своего появления. Если на заре развития многие треки можно было описать просто словосочетаниями «тёмная атмосфера, инфернальные мотивы» и т. п., то на сегодняшний день этот музыкальный стиль охватывает множество настроений и мотивов — от неопределённых диссоциативно-психоделических до настоящей кибер-панк атмосферы. Также заметно вырос средний ритм композиций, если раньше дарк звучал примерно с той же скоростью, что и фуллон, то в современных треках средняя скорость ниже 150—160 bpm уже не опускается.
Атмосфера дарк-транса сформировалась на основе большого количества жанров: дарк-эмбиента, конкретной музыки, даркора, пауэр-нойза и индастриала. Одни исполнители её создают, делая её «готической» и «бродящей» (такие исполнители как Xenomorph, Parasense и Kemic-Al), другие же вносят в атмосферу транса элементы метала, особенно блэк-метала и индастриал-метала например Dark Soho, Highko, Cosmo. и Baphomet Engine.
Некоторые исполнители дарк-транса исполняют его, изменяя мелодические структуры обычного психоделик-транса с добавлением особых мелодий или эффектов (в том числе и внетрансового характера), примером является N3XU5, Darkpsy, Kindzadza, Kalilaskov AS и Fungus Funk, а также другие исполнители этого направления.

## Представители
- Petran
- Gu
- Confo
- Orestis
- Silent Horror
- Ulvae
- Lab
- Via Axis
- Konebu
- Arjuna
- Blisargon demogorgon
- Wing Ping
- Mechanical Species
- Dohm
- DiComPres
- Cosmo
- Zik
- Polyphonia
- Baphomet Engine
- Savage Scream
- Soulbringer
- Derango
- Psykovsky
- Kindzaza
- ImaginaeRoom
- Dark Soho
- Mark Day
- Farebi Jarebi
- Fobi
- Oroboro